# Беккер Борис Ізраїлевич
Борис Ізраїлевич Беккер (1929—2011) — радянський і російський актор театру і кіно, заслужений артист Росії (1993).

## Біографія
Борис Беккер народився 30 травня 1929 ріка в Ленінграді.
У 1952 році закінчив Ленінградський театральний інститут імені О. М. Островського. Після закінчення інституту працював у Петрозаводському музично-драматичному театрі, з 1961 року працював у театрі «Ленком».
Борис Беккер помер 5 лютого 2011 ріка. Похований на Востряківський цвинтар.

## Визнання та нагороди
- Заслужений артист Російської Федерації (1993)[1]
- Орден Дружби (2000) (2000)[3]

## Творчість

### Ролі в театрі

#### Ленком
«1984» — Дорога Памелла

### Фільмографія
- 1976 — 12 стільців — Яків Менелайович, адміністратор театру «Колумб»
- 1985 — Дорога Памелла — Сол Бозо
- 1989 — Вхід у лабіринт — Ной Маркович Халецький, експерт-криміналіст
- 1991 — Непередбачені візити — Семен Йосипович
- 1993 — Поминальна молитва — Войцек
- 1993 — Тюремний романс
- 2005 — Королівські ігри — єпископ Фішер